# Biserica de lemn din Lunca Priporului

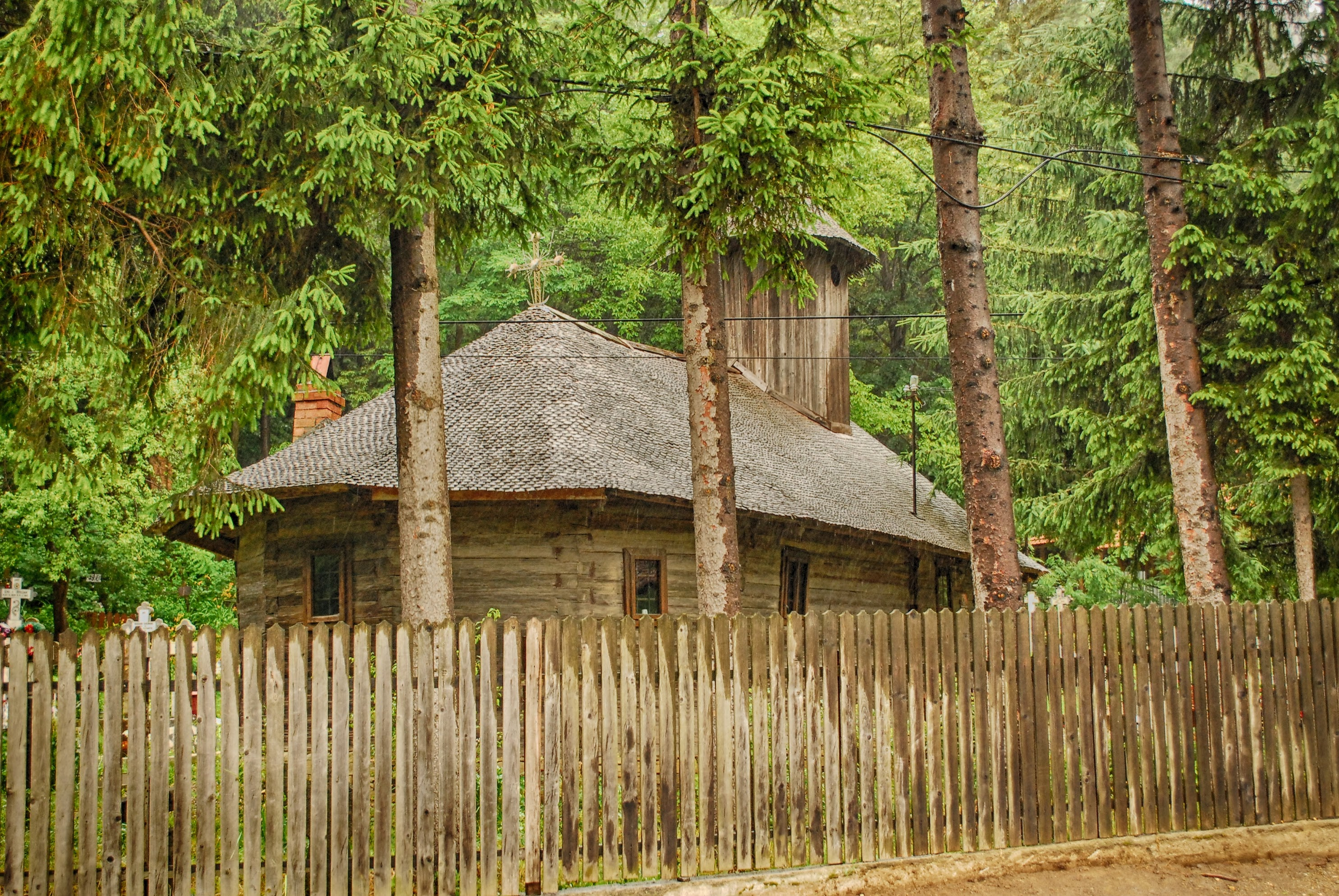
Biserica de lemn „Sfinții Împărați Constantin și Elena” din Lunca Priporului, oraș Nehoiu, județul Buzău, foto: iunie 2015.

Biserica de lemn din Lunca Priporului, oraș Nehoiu, județul Buzău, datează de la începutul secolului XIX . Are hramul „Sfinții Împărați Constantin și Elena”. Biserica se află pe noua listă a monumentelor istorice sub codul LMI:  BZ-II-a-A-02423.